# Nossa Senhora de Heede
Nossa Senhora de Heede, também conhecida como Maria, Rainha do Universo e das Pobres Almas, é a advocação mariana originada após aparições da Virgem Maria na pequena vila alemã de Heede, na Baixa Saxônia. Quatro crianças relataram ter presenciado as visões entre os anos de 1937 e 1940, e recebido mensagens de oração, penitência e conversão. Sua memória é celebrada em 1 de novembro.

## As aparições
Entre 1.º de novembro de 1937 e 3 de novembro de 1940, quatro meninas de Heede – Anna Schulte, Greta Ganseforth, Maria Ganseforth e Susanne Bruns – relataram terem visto a Virgem Maria em várias ocasiões na vila de Heede, na Alemanha. As crianças testemunharam as aparições em um cemitério, localizado nas imediações da igreja da vila.
Elas descreveram a aparição como uma mulher vestida de branco com uma coroa de ouro. Na mão esquerda, estava sentado o Menino Jesus, vestido todo de branco. Na mão direita, ela trazia uma bola de ouro da qual se projetava uma cruz dourada. Elas receberam mensagens que enfatizam a importância de uma vida de oração e penitência. Nas aparições, a Virgem pedia que as pessoas rezassem o rosário, fizessem mais sacrifícios e se voltassem a Deus.
A fama das aparições em Heede aumentou, culminando no isolamento da vila por oficiais do Partido Nazista em 13 de novembro de 1937, e no envio das videntes no hospital psiquiátrico de Göttingen, onde foram declaradas mentalmente saudáveis. De dezembro de 1937 a janeiro de 1938, elas permaneceram em um hospital de Osnabrück, retornando posteriormente a Heede, onde mesmo com as sanções impostas pelas autoridades, continuaram a afirmar receber as visões da Mãe de Deus.

## Reconhecimento

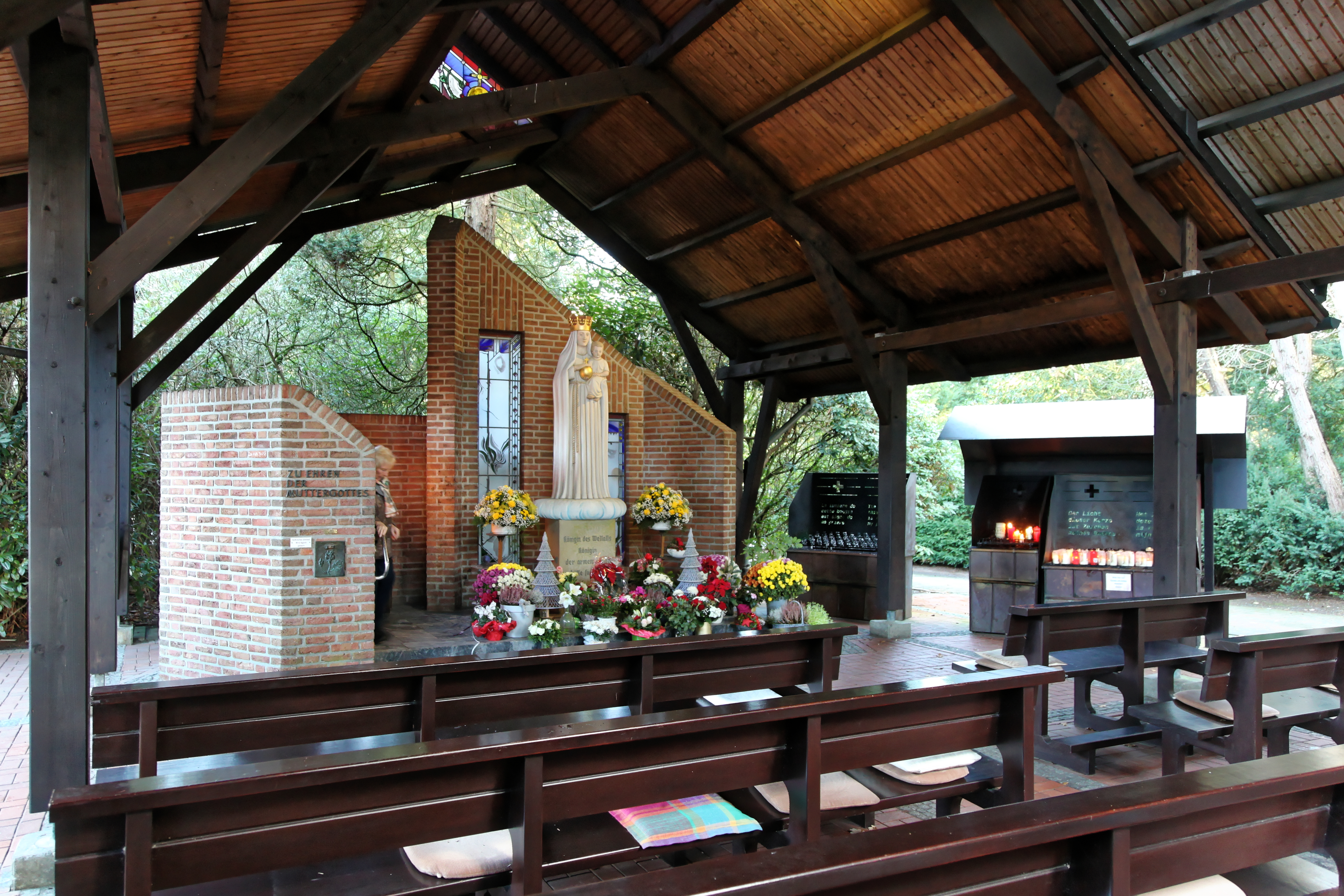
O local de oração "Maria, Rainha do Universo" em Heede

As aparições de Heede foram alvo de investigação pela Igreja Católica local. Em fevereiro de 1943, o bispo de Osnabrück, Hermann Wilhelm Berning, enviou ao Santo Ofício um relatório positivo sobre as aparições. No ano de 1955, o sucessor de Berning, Dom Helmut Hermann Wittler, autorizou a construção de uma capela no local das aparições.
Em 3 de junho de 1959, o Vicariato de Osnabrück, após uma análise dos fatos e por meio de uma carta circular ao clero da diocese, confirmou a origem sobrenatural das aparições, mas não expressou seu reconhecimento formal. Em agosto de 1977, uma nova igreja dedicada a "Maria, Rainha do Universo" foi consagrada.
Nos anos 2000, o então bispo diocesano, Dom Franz-Josef Hermann Bode, declarou que "Heede é um lugar de oração para a Mãe de Deus", mas que uma investigação eclesiástica para o reconhecimento das aparições "não seriam iniciados". Atualmente, a pequena vila de Heede tornou-se importante destino de peregrinação para os católicos.